# 小行星8984
小行星8984（8984 Derevyanko）是一颗绕太阳运转的小行星，为主小行星带小行星。该小行星于1977年8月22日发现。

## 轨道参数
小行星8984的轨道半长轴为2.6526880 UA，离心率为0.240。